# Iguaçu Nationalpark
 Iguaçu Nationalpark ligger i delstaten Paraná i det sydvestlige Brasilien. Parken grænser i syd til Iguaçufloden. Lige syd for floden, på den argentinske side, ligger Iguazú Nationalpark.
Nationalparken blev grundlagt i 1939 og omfatter i dag 1.700 km². 1986 blev Iguaçu nationalpark klassificeret som UNESCO verdensarv.
I omgivelserne omkring Parque Nacional do Iguaçu vokser hovedsagelig stedsegrøn løvskov.  Klimaet i området er fugtigt og subtropisk .  Årsmiddeltemperaturen i området er 20 °C. Den varmeste måned er februar, når middeltemperaturen er 23 °C, og den koldeste er juli, med 14 °C. Gennemsnitlig årsnedbør er 2.666 millimeter. Den regnfuldeste måned er juni, med i gennemsnit 399 mm nedbør , og den tørreste er august, med 76 mm nedbør.